# Perth Amboy

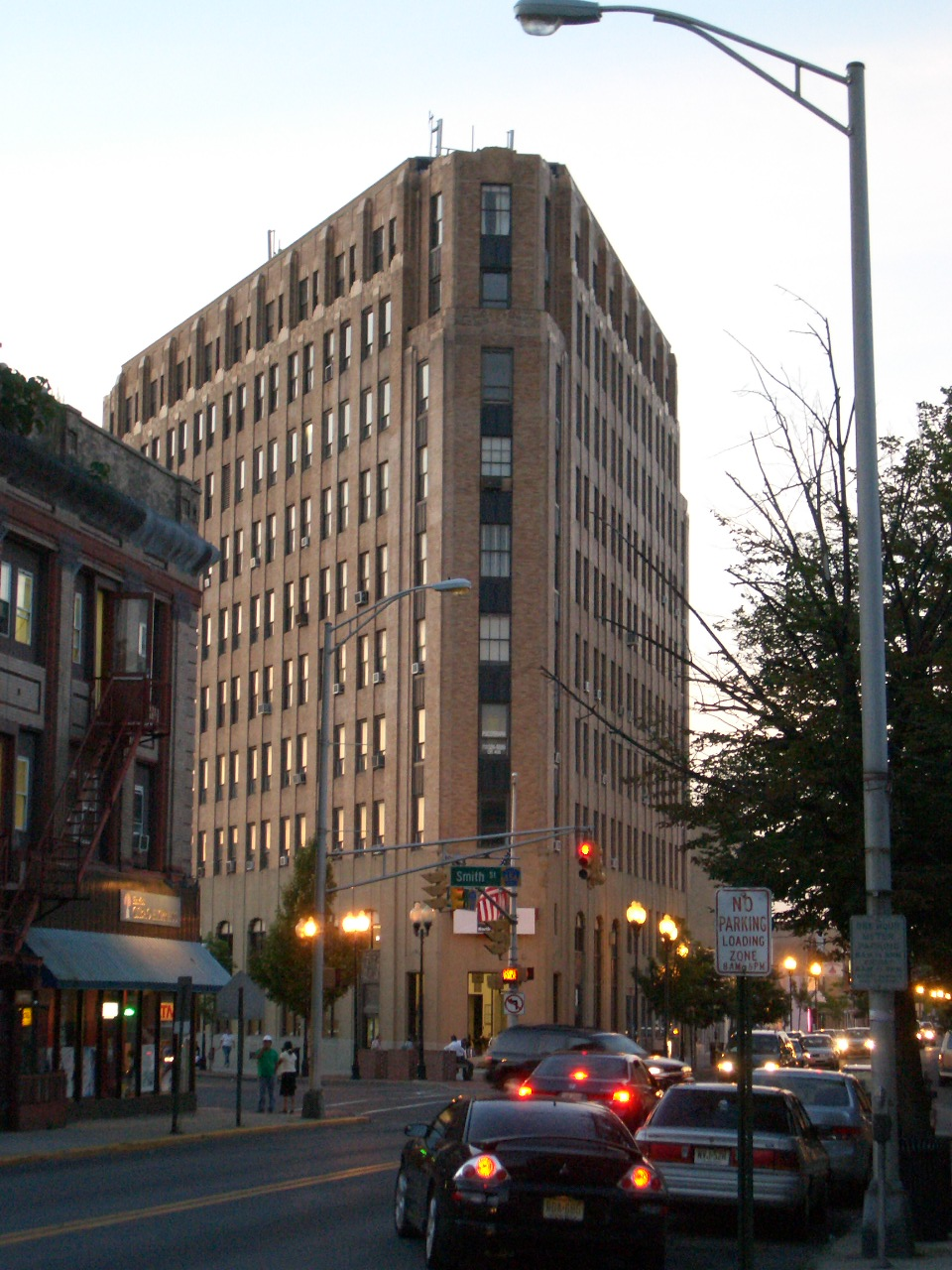
The Perth Amboy National Bank Building och en vy över området "5 Corners" i stadens centrum (Korsningar mellan State och Smith Streets och slutet på New Brunswick Ave.)

Perth Amboy är en stad i Middlesex County, New Jersey, USA. Enligt folkräkning i USA 2000 hade staden en befolkning på 47 303. Perth Amboy kallas också "the City by the Bay".
Perth Amboy fick stadsrättigheter enligt kunglig kungörelse den 4 augusti 1718. Perth Amboy erkändes också som stad enligt lag av New Jerseys parlament den 21 december 1784. Perth Amboys kommun grundades den 31 oktober 1693 och utökades under 1720-talet så att den omfattade staden Perth Amboy. Perth Amboys kommun fastställdes som en av New Jerseys ursprungliga 104 kommuner den 21 februari 1798. Kommunen uppgick i Perth Amboys stad den 8 april 1844.
Perth Amboy och South Amboy på andra sidan Raritan River kallas kollektivt för The Amboys. Skyltarna vid Exit 11 längs motorvägen New Jersey Turnpike visar vägen till "The Amboys". The Amboys är den nordligaste utposten för det område som informellt kallas the Bayshore.

## Historia
Perth Amboy koloniserades 1683 och fick stadsrättigheter 1718. Bosättningen grundades av engelska handelsmän, skottar som sökte religionsfrihet och franska protestanter, som hade för avsikt att använda Perth Amboys hamn.
Perth Amboy var delstatshuvudstad från 1686 till 1776. Perth Amboy var huvudstad i East Jersey och fortsatte som huvudstad till dess East Jersey slogs ihop med West Jersey 1702, då det blev alternerande huvudstad vid sidan om Burlington till 1776.
I mitten av 1800-talet industrialiserades Perth Amboy.
Sent i augusti 1923 skakades Perth Amboy av ett vilt upplopp med omkring 6 000 deltagare, när Ku Klux Klan försökte hålla ett möte i staden.
I de tecknade filmerna Merrie Melodies/Looney Tunes hänvisas flera gånger till Perth Amboy, New Jersey.
- I Merrie Melodies-kortfilmen från 1959 Hare-Abian Nights, försökte Bugs Bunny nå Perth Amboy, men svängde fel i Iowa.
- I Looney Tunes-kortfilmen från 1961 The Abominable Snow Rabbit, försöker Daffy Duck återvända till Perth Amboy sedan Bugs Bunny har svängt fel i Illinois.
- I Looney Tunes-kortfilmen från 1963 Transylvania 6-5000, ber Bugs Bunnyi en telefonautomat en växeltelefonist att få bli kopplad till en resebyrå i Perth Amboy.
- Bugs Bunny nämner också i flera Looney Tunes-kortfilmer att Perth Amboy är hans hemstad.

## Geografi
Perth Amboy gränsar till Sayreville, Woodbridge, South Amboy (fast dessa bara har direkt förbindelse via järnväg) och Staten Island i New York.
Perth Amboy har fått namn efter Perth, Skottland, och gavs ursprungligen till en grupp skotska adelsmän. "Amboy" är det algonkinska namnet på området och finns även i namnet South Amboy.

## Kända personer från Perth Amboy
Kända nutida och tidigare invånare i Perth Amboy:
- Solomon Andrews (1806-1872), konstruktören till det första styrbara luftskeppet var senare borgmästare i Perth Amboy.[10]
- Jon Bon Jovi (född 1962), föddes i Perth Amboy, men växte upp i Sayreville.
- David Bryan (född 1962), keyboardspelare för Bon Jovi.
- Stanley Norman Cohen, medverkade till skapandet av den första genetiskt modifierade organismen och DNA-teknologi.[11]
- George Inness (1825-1894), landskapsmålare.
- Richie Sambora (född 1959), gitarrist i Bon Jovi, född i Perth Amboy.
- Harry Tierney (1890-1965), kompositör.
- John Watson (1685-1768), målare.

## Vänorter
- Caldas da Rainha, Portugal
- Hillsdale, Michigan